# 용인대덕초등학교
용인대덕초등학교(龍仁大德初等學校)는 대한민국 경기도 용인시에 있는 공립 초등학교이다.

## 학교 연혁
- 2004년 7월 1일 : 개교, 제1대 이용호 교장 취임
- 2018년 3월 2일 : 제 4대 민병직 교장 취임
- 2020년 3월 2일 : 제 5대 정호영 교감취임
- 2024년 7월 1일 : 개교 20주년